# Suprunivka, raionul Poltava, regiunea Poltava
Suprunivka (în ucraineană Супрунівка) este localitatea de reședință a comunei Suprunivka din raionul Poltava, regiunea Poltava, Ucraina.

## Demografie
Componența lingvistică a localității Suprunivka
     Ucraineană (91,92%)
     Rusă (7,88%)
     Alte limbi (0,13%)
Conform recensământului din 2001, majoritatea populației localității Suprunivka era vorbitoare de ucraineană (91,92%), existând în minoritate și vorbitori de rusă (7,88%).